# John Welsh (calciatore inglese)
John Joseph Welsh (Liverpool, 10 gennaio 1984) è un ex calciatore inglese, di ruolo centrocampista.

## Caratteristiche tecniche
Interno di centrocampo, può giocare come mediano e come difensore centrale.
Nel 2001 è stato inserito nella lista dei migliori calciatori stilata da Don Balón.

## Carriera

### Club
Scuola Liverpool, i Reds lo fanno giocare raramente (4 presenze senza reti) mandandolo in prestito all'Hull City nella stagione 2005-2006. Qui convince gli addetti ai lavori dopo aver giocato 20 incontri siglando 2 reti in campionato. Nel 2006 infatti lo stesso Hull City acquista il calciatore, che tra il 2006 e il 2008 conta 30 presenze e 1 gol in campionato. Nel 2008 comincia a girare l'Inghilterra vestendo i colori di Chester City, Carlisle United e Bury collezionando poche presenze tra il 2008 e il 2009. Nel 2009 Welsh passa al Tranmere, società dove gioca 130 partite di Football League One, corrispondenti quasi a tre stagioni intere consecutive, mettendo a segno 11 marcature. Nel 2012 il Preston North End si aggiudica le prestazioni del calciatore.

### Nazionale
Ha partecipato ai Mondiali Under-20 del 2003.
Ha giocato nella nazionale inglese Under-21.

## Palmarès

### Club

#### Competizioni nazionali
- Coppa di Lega inglese: 1

Liverpool: 2002-2003